# Frento Vallis
La Frento Vallis è una struttura geologica della superficie di Marte.